# Bam-tó
A Bam-tó Kongoussi közelében fekvő állóvíz Burkina Fasóban. Lassú apadása  és kiszáradása megnehezíti a környező falvak  mezőgazdasági életét, az öntözést, a halászatot és a szarvasmarhák itatását.

## Fordítás
- Ez a szócikk részben vagy egészben  a   Lake Bam című angol Wikipédia-szócikk ezen változatának fordításán alapul.  Az eredeti cikk szerkesztőit annak laptörténete sorolja fel. Ez a jelzés csupán a megfogalmazás eredetét és a szerzői jogokat jelzi, nem szolgál a cikkben szereplő információk forrásmegjelöléseként.
- Ez a szócikk részben vagy egészben  a   Bamsee című német Wikipédia-szócikk ezen változatának fordításán alapul.  Az eredeti cikk szerkesztőit annak laptörténete sorolja fel. Ez a jelzés csupán a megfogalmazás eredetét és a szerzői jogokat jelzi, nem szolgál a cikkben szereplő információk forrásmegjelöléseként.